# Brian Blessed
Brian Blessed (9 de outubro de 1936, Mexborough, Inglaterra) é um ator britânico.

## Biografia
Filho de um mineiro de Yorkshire, teve que abandonar a escola depois de um acidente grave sofrido por seu pai. Aficcionado desde jovem pelo teatro, Blessed teve que cumprir seu serviço militar –no Parachute Regiment– antes de poder matricular-se na Bristol Old Vic Theatre School. Entre suas amizades encontrava-se Peter O'Toole, a quem conheceu nessa época numa festa, após  Blessed ter derrubado Harold Pinter com um soco.
Aventureiro e montanhista, Blessed escalou o Monte Everest em três ocasiões, sem chegar ao cume.
Em outubro de 2015 publicou sua autobiografía, Absolute Pandemonium.

### Televisão
Blessed consagrou-se como ator de televisão no início da década de 1960 por seu papel como policial na série da British Broadcasting Corporation, Z Cars. Sua popularidade aumentou com papéis como Porthos na série da BBC, Os Três Mosqueteiros (1967) e de novo como César Augusto na minissérie I, Claudius (1976), também da BBC. Em 1980, foi Peppone na série da BBC The Little World of Dom Camillo (1980), junto com Mario Adorf como Dom Camilo e Cyril Cusack como a voz de Cristo. Em 1983, atuou na primeira temporada de Blackadder, criada por Richard Curtis e Rowan Atkinson para a BBC One.

### Cinema
Entre seus papéis como ator de cinema, atuou em As troianas (1971), protagonizada por Katharine Hepburn e Vanessa Redgrave. Foi o príncipe Vultan em Flash Gordon e participou de quatro dos cinco filmes baseados em obras de Shakespeare dirigidos por Kenneth Branagh: Henrique V (1989), Muito Barulho por Nada (1993), Hamlet (1996) e Como gostais (2006).

### Dublagem
Reconhecido por sua caraterística voz grave, entre suas colaborações como dublador e narrador interpretou o líder dos Gungans, Boss Nass em Star Wars: Episode I - The Phantom Menace (1999) e foi eleito, em 2010, numa campanha no Facebook com mais de 25 800 votos a favor, para emprestar sua voz, como opção, ao sistema de navegação para automóveis de TomTom e tem trabalhado no documentário Wojtek, o urso que foi à guerra (BBC, 2011). Em 2012 emprestou sua voz, junto com Hugh Grant, ao filme stop-motion Piratas Pirados, dirigido por Peter Lord.

### Teatro
Em 1980, atuou na famosa produção, dirigida por Bryan Forbes, de Macbeth –uma obra tradicionalmente considerada «maldita»– junto com Peter O’Toole no Old Vic, de Londres, considerada uma dos maiores fracassos da história do teatro do Reino Unido.
Em janeiro de 2015, aos 78 anos, desmaiou enquanto interpretava o rei Lear para a Guildford Shakespeare Company, e depois de uma pausa de vinte minutos, voltou à cena para terminar a obra.